# Гора Джона Лори
Гора Джона Лори или Ямнушка — гора в Канаде.
Находится на западе страны в провинции Альберта неподалёку от города Калгари. Расположена в массиве Канадских Скалистых гор. Популярный альпинистский объект, с более чем 100 маршрутами всех категорий сложности.
Ямнушка (Yamnuska) переводится как «каменная стена».

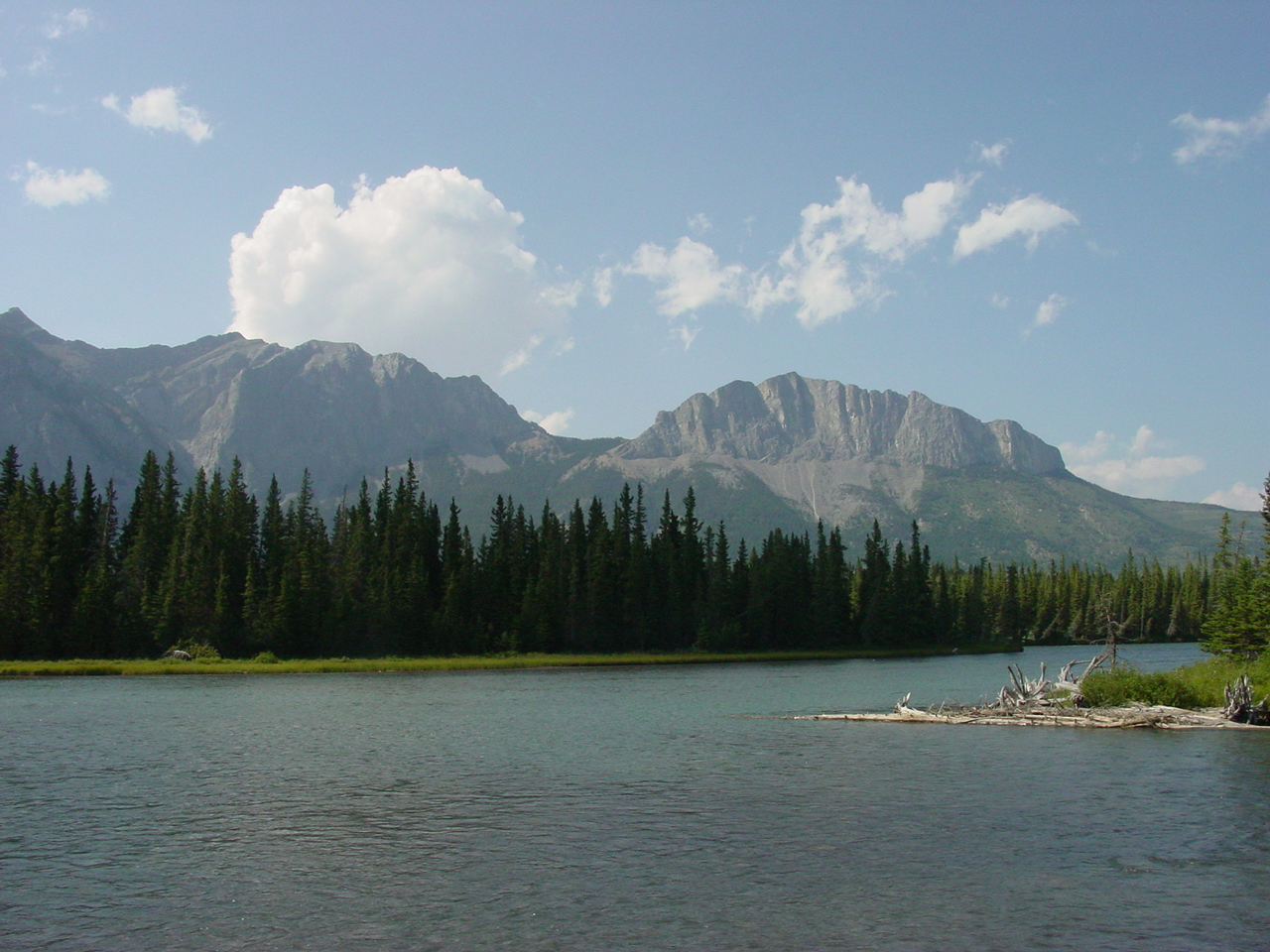